# Coupe de France féminine de cyclisme sur route 2010
Cet article traite uniquement de la compétition féminine. Pour les résultats de la compétition masculine, voir Coupe de France de cyclisme sur route 2010.
Navigation
Coupe de France 2009 Coupe de France 2011
La Coupe de France féminine de cyclisme sur route 2010 est la 11e édition de la Coupe de France féminine de cyclisme sur route. La victoire finale revient à la Française Christel Ferrier-Bruneau.
Cette édition se déroule du 21 mars au 13 juin 2010 et est composée de cinq épreuves comme lors de l'édition précédente. 

## Résultats
| Dates    | Courses                                     | Vainqueur                | Équipe               | Leader du général        |
| 21 mars  | Cholet-Pays de Loire féminin                | Christel Ferrier-Bruneau | Vienne Futuroscope   | Christel Ferrier-Bruneau |
| 5 avril  | Prix de la Ville de Pujols                  | Pauline Ferrand-Prévot   | CR Champagne-Ardenne | Christel Ferrier-Bruneau |
| 13 avril | Ladies Berry Classic’s Cher                 | Christel Ferrier-Bruneau | Vienne Futuroscope   | Christel Ferrier-Bruneau |
| 2 mai    | Trophée des grimpeurs féminin               | Annulé                   |                      |                          |
| 30 mai   | Grand Prix de France                        | Christel Ferrier-Bruneau | Vienne Futuroscope   | Christel Ferrier-Bruneau |
| 13 juin  | Classic Féminine de Vienne Poitou-Charentes | Ludivine Loze            | Montauban            | Christel Ferrier-Bruneau |

## Classement
|     | Coureuse                 | Pts. |
| --- | ------------------------ | ---- |
| 1re | Christel Ferrier-Bruneau | 193  |
| 2e  | Christine Majerus        | 162  |
| 3e  | Audrey Cordon            | 156  |
| 4e  | Mélanie Bravard          | 147  |
| 5e  | Pauline Ferrand-Prevot   | 139  |
| 6e  | Sandrine Bideau          | 112  |
| 7e  | Manon Souyris            | 112  |
| 8e  | Siobhan Dervan           | 107  |
| 9e  | Amélie Rivat             | 103  |
| 10e | Sylvie Riedle            | 101  |

L'équipe Vienne Futuroscope remporte le classement par équipes.

Audrey Cordon remporte le classement chez les espoirs et Pauline Ferrand-Prévot le classement chez les juniors.